# Під час ночі
«Під час ночі» (англ. One A.M.) — класична американська короткометражна комедія Чарлі Чапліна, в якій, крім нього, практично немає інших акторів. Фільм наочно демонструє унікальну технічну і акторську майстерність Чапліна. Випущений 7 серпня 1916.

## Сюжет
Герой — багатий нероба, який повертається додому вельми напідпитку і довго та безуспішно намагається дістатися з передпокою першого поверху свого будинку в спальню, що знаходиться на другому поверсі. При цьому герой докладає величезних зусиль для того, щоб не втратити «аристократичної» манери поведінки.

## У ролях
- Чарльз Чаплін — багатий нероба
- Альберт Остін — таксист

## Цікаві факти
- Єдиний актор, що з'являється в кадрі крім Чапліна — Альберт Остін, який грає таксиста, котрий привіз героя додому.